# Amiens hockey élite
Amiens hockey élite (w rozgrywkach jako Gothiques d’Amiens) – francuski klub hokeja na lodzie z siedzibą w Amiens.